# Studnice (Jívka)
Studnice (německy Dreiborn) jsou vesnice v okrese Trutnov v Královéhradeckém kraji. Je součástí obce Jívka a leží v katastrálním území Studnice u Jívky o rozloze 336 ha. Nachází se asi 24 km východně od Trutnova. V roce 2021 zde žilo 32 obyvatel v šesti domech.
Ve Studnicích je registrováno osm čísel popisných: 127, 128, 129, 130, 134, 138 a 150, a 27 čísel evidenčních. Nachází se zde kříž, sousoší Tří Králů, pomník padlým za první světové války. Protéká tudy bezejmenný potok (přítok potoka Dřevíče), nachází se zde bezejmenný rybník.
| Rok            | 1869 | 1880 | 1890 | 1900 | 1910 | 1921 | 1930 | 1950 | 1961 | 1970 | 1980 | 1991 | 2001 | 2011 | 2021 |
| -------------- | ---- | ---- | ---- | ---- | ---- | ---- | ---- | ---- | ---- | ---- | ---- | ---- | ---- | ---- | ---- |
| Počet obyvatel | 581  | 550  | 502  | 467  | 369  | 323  | 308  | 60   | 28   | 14   | 11   | 12   | 16   | 16   | 32   |
| Počet domů     | 93   | 96   | 96   | 91   | 94   | 93   | 93   | 73   | –    | 4    | 4    | 3    | 4    | 5    | 6    |